# Paraxenylla
Genre
Paraxenylla est un genre de collemboles de la famille des Hypogastruridae.

## Liste des espèces
Selon Checklist of the Collembola of the World (version du 12 novembre 2019) :
- Paraxenylla affiniformis (Stach, 1930)
- Paraxenylla arenosa (Uchida & Tamura, 1967)
- Paraxenylla cubana Palacios-Vargas & Janssens, 2006
- Paraxenylla lapazana Palacios-Vargas & Vázquez, 1989
- Paraxenylla mahahualana Palacios-Vargas & Vázquez, 2018
- Paraxenylla mangle (Murphy, 1965)
- Paraxenylla norvegica Fjellberg, 2010
- Paraxenylla oceanica (Yosii, 1960)
- Paraxenylla peruensis Palacios-Vargas & Janssens, 2006
- Paraxenylla piloua Thibaud & Weiner, 1997
- Paraxenylla sooretamensis Queiroz & Deharveng, 2008

## Publication originale
- Murphy, 1965 : Collembola Poduromorpha from the Gambia (West Africa). Journal of Zoology, vol. 146, p. 388–411.